# Silley-Bléfond
Silley-Bléfond är en kommun i departementet Doubs i regionen Bourgogne-Franche-Comté i östra Frankrike. Kommunen ligger i kantonen Baume-les-Dames som tillhör arrondissementet Besançon. År 2022 hade Silley-Bléfond 57 invånare.

## Befolkningsutveckling
Antalet invånare i kommunen Silley-Bléfond
Referens:INSEE